# Katarina Tomašević
Katarina Tomašević (Belgrád, 1984. február 6. –) világbajnoki ezüstérmes szerb válogatott kézilabdakapus.

## Pályafutása

### Klubcsapatokban
A 2006-2007-es szezonban az osztrák Hypo Niederösterreich csapatában szerepelt, majd ezt követően két évig Dániában, a Team Esbjerg csapatában játszott. 2009 nyarán a spanyol Bera Bera igazolta le, de egy év elteltével hazatért és a ŽRK Zaječar csapatában folytatta pályafutását. A 2012-2013-as szezonban Tomašević a német Bundesligában szereplő Thüringerszíneiben nyert bajnoki címet, majd a francia Nantes igazolta le. 2014 nyarán igazolt Magyarországra, a csapatához. A fővárosi zöld-fehér csapattal a szezon végén bajnoki címet nyert. 2017 nyarán távozott a klubtól, és 2019-ig a Dunaújvárosi Kohász játékosa lett.

### A válogatottban
A szerb válogatottban 88 alkalommal lépett pályára. Három Európa-bajnokságon és egy világbajnokságon vett részt a nemzeti csapattal. 2013-ban világbajnoki ezüstérmet szerzett.

## Magánélet
Házasságából két gyermeke született; fia, Petar 2011 júliusában, lánya, Jovana pedig 2017 januárjában.

## Sikerei, díjai
- Osztrák bajnok: 2007
- Szerb bajnok: 2011, 2012
- Német bajnok: 2013
- Magyar bajnok: 2015